# Meritxell Bautista i Quiñones
Meritxell Bautista i Quiñones (Montcada i Reixac, 24 d'abril de 1978) és una empresària, feminista i activista social catalana. Cofundadora amb Josep Olivet de l'empresa tecnològica Fibracat el 2012, va ser la presidenta de Fibracat TV fins a març de 2023 en què va ser acomiadada pels nous propietaris de l'empresa, el grup Avatel, si bé l'emissió de Fibracat TV finalitzà abans, el 31 de desembre de 2022. És consellera de Fidem, la Fundació Internacional de la Dona Emprenedora, des del 2021. Actualment es presidenta executiva de l'empresa Manix Capital.
Per la seua trajectòria i activitat destacada va rebre el Premi Dona TIC 2020 i alhora el premi International Women's Entrepreneurial Challenge, guardó que reconeix la trajectòria de quaranta empresàries de setze països.
El 2025, va ser reconeguda per la revista Forbes com una de les 100 dones catalanes més influents de l'any.